# Gérard Bacconnier
Gérard Bacconnier, né le 17 janvier 1959 à Paris, est un footballeur français des années 1980. Il évolue au poste de défenseur.

## Biographie
Il participe à la Coupe du monde de football des moins de 20 ans en 1977. Il est titulaire dans tous les matchs (Espagne, Mexique et Tunisie), et il inscrit un but contre l'Espagne à la 75e minute. La France est éliminée au premier tour.

## Clubs
- 1976-1981 :  Olympique de Marseille (126 matchs, 6 buts)
- 1981-1983 :  Sporting Étoile Club de Bastia
- 1983-1984 :  Nîmes Olympique
- 1984-1986 :  AS Cannes
- 1986-1991 :  US Orléans
- 1991-1993 :  Entente sportive de Vitrolles